# Perú en los Juegos Bolivarianos de 2024
Perú fue uno de los países que participaron en los Juegos Bolivarianos de 2024 en la ciudad de Ayacucho, Perú. La delegación peruana estuvo compuesta por 197 deportistas que compitieron en 23 disciplinas deportivas. Los abanderados en la ceremonia de apertura fueron la karateca Alexandra Grande y el pesista David Bardalez. Perú obtuvo 114 medallas (49 de oro, 38 de plata y 27 de bronce).

## Medallistas
| Medalla           | Atleta / Equipo | Deporte                   | Evento                                          | Fecha           |
| ----------------- | --- | ------------------------- | ----------------------------------------------- | --------------- |
| Medalla de oro    | Hernán Viera | Levantamiento de pesas    | 109 kg                                          | 28 de noviembre |
| Medalla de oro    | Jovana de la Cruz | Atletismo                 | Cross country                                   | 29 de noviembre |
| Medalla de oro    | Walter Nina | Atletismo                 | Cross country                                   | 29 de noviembre |
| Medalla de oro    | Rosalba Rojas | Bochas                    | Petanca individual                              | 29 de noviembre |
| Medalla de oro    | Mariolina Saletti Sandro Saletti | Bochas                    | Raffa volo pareja mixta                         | 29 de noviembre |
| Medalla de oro    | Jessica Mendoza | Billar                    | Tres bandas individual                          | 30 de noviembre |
| Medalla de oro    | Gerson Martínez Edgard Vallenas | Billar                    | Pool bola 9 equipos                             | 30 de noviembre |
| Medalla de oro    | Suci Zerpa | Muay thai                 | -48 kg                                          | 30 de noviembre |
| Medalla de oro    | María Gutiérrez | Muay thai                 | -60 kg                                          | 30 de noviembre |
| Medalla de oro    | Carmela De La Barra | Taekwondo                 | Tradicional individual                          | 30 de noviembre |
| Medalla de oro    | Mateo Argomedo José Carrasco Sebastián Guzmán | Taekwondo                 | Team freestyle                                  | 30 de noviembre |
| Medalla de oro    | Eduardo Alarcón | Muay thai                 | -57 kg                                          | 1 de diciembre  |
| Medalla de oro    | Luis Olivares | Muay thai                 | -67 kg                                          | 1 de diciembre  |
| Medalla de oro    | Joaquín Fernández | Muay thai                 | -71 kg                                          | 1 de diciembre  |
| Medalla de oro    | Matteo Celi | Muay thai                 | -81 kg                                          | 1 de diciembre  |
| Medalla de oro    | Sebastián Guzmán | Taekwondo                 | Tradicional individual                          | 1 de diciembre  |
| Medalla de oro    | Mateo Argomedo | Taekwondo                 | Freestyle individual                            | 1 de diciembre  |
| Medalla de oro    | Carmela De La Barra Karla Martínez Alexandra Pimentel | Taekwondo                 | Team freestyle                                  | 1 de diciembre  |
| Medalla de oro    | Carmen Fernández | Levantamiento de potencia | Peso ligero 47 kg a 52 kg peso muerto           | 2 de diciembre  |
| Medalla de oro    | Luis Ferrari | Levantamiento de potencia | Peso ligero 59 kg a 66 kg peso muerto           | 2 de diciembre  |
| Medalla de oro    | Cristian Trigo | Levantamiento de potencia | Peso medio 74 kg a 83 kg sentadilla             | 2 de diciembre  |
| Medalla de oro    | Ingrid Aliaga Deysi Cori Jorge Cori Renato Terry | Ajedrez                   | Blitz equipos                                   | 3 de diciembre  |
| Medalla de oro    | Deysi Cori | Ajedrez                   | Blitz individual                                | 3 de diciembre  |
| Medalla de oro    | Jorge Cori | Ajedrez                   | Blitz individual                                | 3 de diciembre  |
| Medalla de oro    | Jorge Cori | Ajedrez                   | Rápido individual                               | 3 de diciembre  |
| Medalla de oro    | Candy Salinas | Levantamiento de potencia | Peso pesado 69 kg a 76 kg press de banca        | 3 de diciembre  |
| Medalla de oro    | Candy Salinas | Levantamiento de potencia | Peso pesado 69 kg a 76 kg sentadilla            | 3 de diciembre  |
| Medalla de oro    | Jocelyn Hernández | Levantamiento de potencia | Peso super pesado 84 kg a +84 kg sentadilla     | 3 de diciembre  |
| Medalla de oro    | Brigitte Morales | Skateboarding             | Park                                            | 4 de diciembre  |
| Medalla de oro    | José Wissman | Wushu                     | Sanda -65 kg                                    | 4 de diciembre  |
| Medalla de oro    | Edson Rodríguez | Wushu                     | Sanda -70 kg                                    | 4 de diciembre  |
| Medalla de oro    | Cinthia Huaylla | Wushu                     | Taolu Chan Quan                                 | 5 de diciembre  |
| Medalla de oro    | Jorge Copara | Wushu                     | Taolu Daoshu                                    | 5 de diciembre  |
| Medalla de oro    | Gelvert Estrada | E-sports                  | E-Football individual                           | 6 de diciembre  |
| Medalla de oro    | Wendy Arias Ruth Cahuana Fanny Chuquimamani Abigail Cuenta Judith Polo | E-sports                  | Dota 2 equipos femenino                         | 7 de diciembre  |
| Medalla de oro    | Valeria Garcés | Frontón                   | Individual femenino                             | 7 de diciembre  |
| Medalla de oro    | Cristhoper Martínez | Frontón                   | Individual masculino                            | 7 de diciembre  |
| Medalla de oro    | Flor Vilcamichi | Kick boxing               | -48 kg                                          | 7 de diciembre  |
| Medalla de oro    | Mavet Yupanqui | Kick boxing               | -56 kg                                          | 7 de diciembre  |
| Medalla de oro    | Ana Medina | Kick boxing               | -60 kg                                          | 7 de diciembre  |
| Medalla de oro    | Kenny Bellido | Kick boxing               | -54 kg                                          | 7 de diciembre  |
| Medalla de oro    | Edwin Fernández | Kick boxing               | -57 kg                                          | 7 de diciembre  |
| Medalla de oro    | Moises Asencios Edward Guillen Jordan Huamán Brayan López Jeanpierre Valente | E-sports                  | Dota 2 equipos masculino                        | 8 de diciembre  |
| Medalla de oro    | Jessenia Bernal Valeria Garcés | Frontón                   | Dobles femenino                                 | 8 de diciembre  |
| Medalla de oro    | Franco Velasco Edson Velásquez | Frontón                   | Dobles masculino                                | 8 de diciembre  |
| Medalla de oro    | Cristhoper Martínez Mía Rodríguez | Frontón                   | Dobles mixto                                    | 8 de diciembre  |
| Medalla de oro    | Thais Fernández | Gimnasia                  | Individual                                      | 8 de diciembre  |
| Medalla de oro    | Josefina Canales Thais Fernández Paula Sánchez | Gimnasia                  | Trío                                            | 8 de diciembre  |
| Medalla de oro    | Josefina Canales Thais Fernández Paulina Larrea Alessia Rodríguez Sofía Rodríguez | Gimnasia                  | Grupo                                           | 8 de diciembre  |
| Medalla de plata  | Luis Bardalez | Levantamiento de pesas    | 67 kg                                           | 27 de noviembre |
| Medalla de plata  | Amel Atencia | Levantamiento de pesas    | 96 kg                                           | 28 de noviembre |
| Medalla de plata  | Gladys Tejeda | Atletismo                 | Cross country                                   | 29 de noviembre |
| Medalla de plata  | José Rojas | Atletismo                 | Cross country                                   | 29 de noviembre |
| Medalla de plata  | Gerson Martínez | Billar                    | Pool bola 9 individual                          | 29 de noviembre |
| Medalla de plata  | Mariolina Saletti | Bochas                    | Raffa volo individual                           | 29 de noviembre |
| Medalla de plata  | Sandro Saletti | Bochas                    | Raffa volo individual                           | 29 de noviembre |
| Medalla de plata  | María Buitrón | Muay thai                 | -54 kg                                          | 30 de noviembre |
| Medalla de plata  | Gianina Paucca | Muay thai                 | Wai Kru                                         | 30 de noviembre |
| Medalla de plata  | Karla Martínez | Taekwondo                 | Freestyle individual                            | 30 de noviembre |
| Medalla de plata  | Luz Aquino | Ciclismo down hill        | Individual                                      | 2 de diciembre  |
| Medalla de plata  | Carmen Fernández | Levantamiento de potencia | Peso ligero 47 kg a 52 kg press de banca        | 2 de diciembre  |
| Medalla de plata  | Carmen Fernández | Levantamiento de potencia | Peso ligero 47 kg a 52 kg sentadilla            | 2 de diciembre  |
| Medalla de plata  | Daniela Antón | Levantamiento de potencia | Peso medio 57 kg a 63 Kg sentadilla             | 2 de diciembre  |
| Medalla de plata  | Luis Ferrari | Levantamiento de potencia | Peso ligero 59 kg a 66 kg press de banca        | 2 de diciembre  |
| Medalla de plata  | Renato Terry | Ajedrez                   | Blitz individual                                | 3 de diciembre  |
| Medalla de plata  | Ingrid Aliaga | Ajedrez                   | Blitz individual                                | 3 de diciembre  |
| Medalla de plata  | Ingrid Aliaga Deysi Cori Jorge Cori Renato Terry | Ajedrez                   | Rápido equipos                                  | 3 de diciembre  |
| Medalla de plata  | Deysi Cori | Ajedrez                   | Rápido individual                               | 3 de diciembre  |
| Medalla de plata  | Renato Terry | Ajedrez                   | Rápido individual                               | 3 de diciembre  |
| Medalla de plata  | Jocelyn Hernández | Levantamiento de potencia | Peso super pesado 84 kg a +84 kg press de banca | 3 de diciembre  |
| Medalla de plata  | Jaime Ortiz | Levantamiento de potencia | Peso pesado 93 kg a 105 kg peso muerto          | 3 de diciembre  |
| Medalla de plata  | Valeria Palacios | Remoergómetro             | Individual                                      | 4 de diciembre  |
| Medalla de plata  | Johann Hamann | Remoergómetro             | Individual                                      | 4 de diciembre  |
| Medalla de plata  | Vincenzo Giurfa Alessia Palacios | Remoergómetro             | Dobles mixto                                    | 4 de diciembre  |
| Medalla de plata  | Domenica Ríos | Skateboarding             | Park                                            | 4 de diciembre  |
| Medalla de plata  | Shirley Llontop | Wushu                     | Sanda -60 kg                                    | 4 de diciembre  |
| Medalla de plata  | Alessia Palacios Valeria Palacios | Remoergómetro             | Dobles                                          | 5 de diciembre  |
| Medalla de plata  | Vincenzo Giurfa Johann Hamann | Remoergómetro             | Dobles                                          | 5 de diciembre  |
| Medalla de plata  | Pamela Noya Alessia Palacios Valeria Palacios Adriana Sanguineti | Remoergómetro             | Cuádruple                                       | 6 de diciembre  |
| Medalla de plata  | Manuel Del Castillo Johann Hamann Manuel Lama Renzo Ramírez | Remoergómetro             | Cuádruple                                       | 6 de diciembre  |
| Medalla de plata  | Vincenzo Giurfa Johann Hamann Pamela Noya Adriana Sanguineti | Remoergómetro             | Cuádruple mixto                                 | 6 de diciembre  |
| Medalla de plata  | Jorge Copara | Wushu                     | Taolu Gunshu                                    | 6 de diciembre  |
| Medalla de plata  | Sol Cabrera | Karate                    | +61 kg                                          | 7 de diciembre  |
| Medalla de plata  | Jesús Quinto | Frontón                   | Frontball masculino                             | 8 de diciembre  |
| Medalla de plata  | Paulina Larrea Alessandra Petrozzi Alessia Rodríguez | Gimnasia                  | Trío                                            | 8 de diciembre  |
| Medalla de plata  | Rosa Almarza | Karate                    | Kata individual                                 | 8 de diciembre  |
| Medalla de plata  | Mariano Wong | Karate                    | Kata individual                                 | 8 de diciembre  |
| Medalla de bronce | Faviana Gavidia | Levantamiento de pesas    | 45 kg                                           | 27 de noviembre |
| Medalla de bronce | Shoely Mego | Levantamiento de pesas    | 55 kg                                           | 27 de noviembre |
| Medalla de bronce | Jackeline Pérez | Billar                    | Tres bandas individual                          | 28 de noviembre |
| Medalla de bronce | Denie Díaz | Levantamiento de pesas    | 76 kg                                           | 28 de noviembre |
| Medalla de bronce | Alfredo Tripul | Levantamiento de pesas    | 102 kg                                          | 28 de noviembre |
| Medalla de bronce | Katherine Corzo | Billar                    | Pool bola 9 individual                          | 29 de noviembre |
| Medalla de bronce | Erik Aguirre | Bochas                    | Petanca individual                              | 29 de noviembre |
| Medalla de bronce | Erik Bardelli Rosalba Rojas | Bochas                    | Petanca pareja mixta                            | 29 de noviembre |
| Medalla de bronce | Josselyn Caja Lisbeth Ccarampa María Chuquivala María Connearn Lucyangeles Flores Camila García Gabriela Julve Stephany Márquez Nadya Matamoros Beatriz Orcotoma Nayely Sánchez Karoline Vergara | Rugby 7                   | Torneo femenino                                 | 29 de noviembre |
| Medalla de bronce | José Anicama Renzo Flores Renato Lecca Luis Monier Miguel Ortega José Ramírez Oscar Rivera Andy Soto Joaquín Trelles Jonathan Valdivia Alonzo Vílchez Humberto Zanabria                          | Rugby 7                   | Torneo masculino                                | 29 de noviembre |
| Medalla de bronce | Pedro Pachas Jhosep Vega | Billar                    | Tres bandas equipos                             | 30 de noviembre |
| Medalla de bronce | Jacqueline Álvarez Gerson Martínez | Billar                    | Pool bola 9 equipos mixto                       | 30 de noviembre |
| Medalla de bronce | Jessica Mendoza Pedro Pachas | Billar                    | Tres bandas equipos mixto                       | 30 de noviembre |
| Medalla de bronce | Job Montañez | Ciclismo BMX              | Libre individual                                | 1 de diciembre  |
| Medalla de bronce | Luz Aquino Franco Osores | Ciclismo down hill        | Equipos mixto                                   | 2 de diciembre  |
| Medalla de bronce | Luis Ferrari | Levantamiento de potencia | Peso ligero 59 kg a 66 kg sentadilla            | 2 de diciembre  |
| Medalla de bronce | Cristian Trigo | Levantamiento de potencia | Peso medio 74 kg a 83 kg peso muerto            | 2 de diciembre  |
| Medalla de bronce | Cristian Trigo | Levantamiento de potencia | Peso medio 74 kg a 83 kg press de banca         | 2 de diciembre  |
| Medalla de bronce | Candy Salinas | Levantamiento de potencia | Peso pesado 69 kg a 76 kg peso muerto           | 3 de diciembre  |
| Medalla de bronce | Raphael Scheelje | Skateboarding             | Park                                            | 4 de diciembre  |
| Medalla de bronce | David Osorio | Wushu                     | Sanda -56 kg                                    | 4 de diciembre  |
| Medalla de bronce | Henry Fernández | Wushu                     | Sanda -60 kg                                    | 4 de diciembre  |
| Medalla de bronce | Jorge Copara | Wushu                     | Taolu Chan Quan                                 | 5 de diciembre  |
| Medalla de bronce | Josías Pérez | Kick boxing               | -63.5 kg                                        | 7 de diciembre  |
| Medalla de bronce | Henry Siquihua | Kick boxing               | -71 kg                                          | 7 de diciembre  |
| Medalla de bronce | Cristina Núñez | Frontón                   | Frontball femenino                              | 8 de diciembre  |
| Medalla de bronce | Gianna Benavides Fiorella Dauriol Mara Lizarraga Alessandra Petrozzi Paula Sánchez | Gimnasia                  | Grupo                                           | 8 de diciembre  |

## Atletas
| Disciplina                | Deportistas |
| Ajedrez                   | 4           |
| Atletismo                 | 8           |
| Billar                    | 8           |
| Bochas                    | 4           |
| Ciclismo BMX              | 4           |
| Ciclismo cross country    | 4           |
| Ciclismo down hill        | 3           |
| E-sports                  | 12          |
| Frontón                   | 8           |
| Fútbol sala               | 12          |
| Gimnasia artística        | 10          |
| Karate                    | 6           |
| Kick boxing               | 8           |
| Levantamiento de pesas    | 20          |
| Levantamiento de potencia | 8           |
| Muay thai                 | 8           |
| Patinaje de velocidad     | 4           |
| Remoergómetro             | 9           |
| Rugby 7                   | 24          |
| Skateboarding             | 4           |
| Sóftbol                   | 15          |
| Taekwondo                 | 6           |
| Wushu                     | 8           |
| Total                     | 197         |

## Deportes

### Ajedrez
Femenino
| Atleta        | Evento            | Rondas                    | Rondas                   | Rondas                   | Rondas                  | Rondas                     | Puntos | Posición         |
| Atleta        | Evento            | 1                         | 2                        | 3                        | 4                       | 5                          | Puntos | Posición         |
| ------------- | ----------------- | ------------------------- | ------------------------ | ------------------------ | ----------------------- | -------------------------- | ------ | ---------------- |
| Deysi Cori    | Blitz individual  | Ashley Castillo 1.0 - 0.0 | Laura Jop 1.0 - 0.0      | Jessica Molina 1.0 - 0.0 | Tairu Rovira 1.0 - 0.0  | Valentina Argote 1.0 - 0.0 | 5      | Medalla de oro   |
| Ingrid Aliaga | Blitz individual  | Lourdes Vásquez 1.0 - 0.0 | Daysy Raimundo 1.0 - 0.0 | Gloria Yépez 1.0 - 0.0   | Vicmary Pérez 0.0 - 1.0 | Ingris Rivera 1.0 - 0.0    | 4      | Medalla de plata |
| Deysi Cori    | Rápido individual | Ashley Castillo 1.0 - 0.0 | Laura Jop 1.0 - 0.0      | Jessica Molina 1.0 - 0.0 | Tairu Rovira 1.0 - 0.0  | Valentina Argote 0.0 - 1.0 | 4      | Medalla de plata |
| Ingrid Aliaga | Rápido individual | Lourdes Vásquez 0.0 - 1.0 | Daysy Raimundo 1.0 - 0.0 | Gloria Yépez 1.0 - 0.0   | Vicmary Pérez 0.0 - 1.0 | Ingris Rivera 0.5 - 0.5    | 2.5    | 4                |

Masculino
| Atleta       | Evento            | Rondas                 | Rondas                  | Rondas                     | Rondas                   | Rondas                       | Puntos | Posición         |
| Atleta       | Evento            | 1                      | 2                       | 3                          | 4                        | 5                            | Puntos | Posición         |
| ------------ | ----------------- | ---------------------- | ----------------------- | -------------------------- | ------------------------ | ---------------------------- | ------ | ---------------- |
| Jorge Cori   | Blitz individual  | Jorge Baúles 1.0 - 0.0 | David Girón 1.0 - 0.0   | Osvaldo Zambrana 1.0 - 0.0 | Félix Ynojosa 1.0 - 0.0  | Santiago Ávila 1.0 - 0.0     | 5      | Medalla de oro   |
| Renato Terry | Blitz individual  | Orlando León 1.0 - 0.0 | Carlos Juárez 1.0 - 0.0 | Licael Ticona 1.0 - 0.0    | Samid Escalona 0.5 - 0.5 | Esteban Valderrama 0.5 - 0.5 | 4      | Medalla de plata |
| Jorge Cori   | Rápido individual | Jorge Baúles 1.0 - 0.0 | David Girón 1.0 - 0.0   | Osvaldo Zambrana 1.0 - 0.0 | Félix Ynojosa 1.0 - 0.0  | Santiago Ávila 0.5 - 0.5     | 4      | Medalla de oro   |
| Renato Terry | Rápido individual | Orlando León 1.0 - 0.0 | Carlos Juárez 1.0 - 0.0 | Licael Ticona 1.0 - 0.0    | Samid Escalona 0.5 - 0.5 | Esteban Valderrama 0.5 - 0.5 | 4      | Medalla de plata |

Mixto
| Atleta                                           | Evento         | Rondas           | Rondas              | Rondas            | Rondas              | Rondas             | Puntos | Posición         |
| Atleta                                           | Evento         | 1                | 2                   | 3                 | 4                   | 5                  | Puntos | Posición         |
| ------------------------------------------------ | -------------- | ---------------- | ------------------- | ----------------- | ------------------- | ------------------ | ------ | ---------------- |
| Ingrid Aliaga Deysi Cori Jorge Cori Renato Terry | Blitz equipos  | Panamá 4.0 - 0.0 | Guatemala 4.0 - 0.0 | Bolivia 4.0 - 0.0 | Venezuela 2.5 - 1.5 | Colombia 3.5 - 0.5 | 10     | Medalla de oro   |
| Ingrid Aliaga Deysi Cori Jorge Cori Renato Terry | Rápido equipos | Panamá 3.0 - 1.0 | Guatemala 4.0 - 0.0 | Bolivia 4.0 - 0.0 | Venezuela 2.5 - 1.5 | Colombia 2.5 - 1.5 | 8      | Medalla de plata |

### Atletismo
Femenino
Eventos de pista y ruta
| Atleta            | Evento        | Final  | Final            |
| Atleta            | Evento        | Tiempo | Posición         |
| ----------------- | ------------- | ------ | ---------------- |
| Jovana de la Cruz | Cross country | 32.29  | Medalla de oro   |
| Gladys Tejeda     | Cross country | 32.48  | Medalla de plata |

Masculino
Eventos de pista y ruta
| Atleta      | Evento        | Final  | Final            |
| Atleta      | Evento        | Tiempo | Posición         |
| ----------- | ------------- | ------ | ---------------- |
| Walter Nina | Cross country | 34.48  | Medalla de oro   |
| José Rojas  | Cross country | 34.58  | Medalla de plata |

Mixto
Eventos de pista y ruta
| Atleta                                                       | Evento                    | Final       | Final    |
| Atleta                                                       | Evento                    | Tiempo      | Posición |
| ------------------------------------------------------------ | ------------------------- | ----------- | -------- |
| Ulises Ambrocio Sheyla Eulogio Saida Meneses Jhonatan Molina | Media maratón por relevos | DQ RT 24.7e | ———      |

### Billar
Femenino
| Atleta             | Evento                 | Semifinal             | Final                 | Posición          |
| ------------------ | ---------------------- | --------------------- | --------------------- | ----------------- |
| Jacqueline Álvarez | Pool bola 9 individual | No clasificó          | No clasificó          | No clasificó      |
| Katherine Corzo    | Pool bola 9 individual | Astrid Santos 2-7     | Nataly Camacho 7-6    | Medalla de bronce |
| Jessica Mendoza    | Tres bandas individual | Claudia Lalinde 18-16 | Johana Sandoval 20-15 | Medalla de oro    |
| Jackeline Pérez    | Tres bandas individual | Johana Sandoval 7-20  | Claudia Lalinde 20-3  | Medalla de bronce |

Masculino
| Atleta                          | Evento                 | Semifinal              | Final                 | Posición          |
| ------------------------------- | ---------------------- | ---------------------- | --------------------- | ----------------- |
| Gerson Martínez                 | Pool bola 9 individual | Jorge Andres Arcos 9-6 | Laineker Quiñonez 8-9 | Medalla de plata  |
| Edgard Vallenas                 | Pool bola 9 individual | No clasificó           | No clasificó          | No clasificó      |
| Gerson Martínez Edgard Vallenas | Pool bola 9 equipos    | Colombia 9-4           | Venezuela 9-8         | Medalla de oro    |
| Pedro Pachas                    | Tres bandas individual | No clasificó           | No clasificó          | No clasificó      |
| Jhosep Vega                     | Tres bandas individual | No clasificó           | No clasificó          | No clasificó      |
| Pedro Pachas Jhosep Vega        | Tres bandas equipos    | Venezuela 10-30        | Bolivia 30-19         | Medalla de bronce |

Mixto
| Atleta                             | Evento                    | Semifinal      | Final           | Posición          |
| ---------------------------------- | ------------------------- | -------------- | --------------- | ----------------- |
| Jacqueline Álvarez Gerson Martínez | Pool bola 9 equipos mixto | Guatemala 4-9  | Venezuela 9-5   | Medalla de bronce |
| Katherine Corzo Edgard Vallenas    | Pool bola 9 equipos mixto | No clasificó   | No clasificó    | No clasificó      |
| Jessica Mendoza Pedro Pachas       | Tres bandas equipos mixto | Colombia 16-30 | Venezuela 30-24 | Medalla de bronce |
| Katherine Corzo Edgard Vallenas    | Tres bandas equipos mixto | No clasificó   | No clasificó    | No clasificó      |

### Bochas
Femenino
| Atleta            | Evento             | Rondas                | Rondas                | Puntos | Posición         |
| Atleta            | Evento             | 1                     | 2                     | Puntos | Posición         |
| ----------------- | ------------------ | --------------------- | --------------------- | ------ | ---------------- |
| Rosalba Rojas     | Petanca individual | Melisa Polito 11 - 5  | María Pérez 9 - 8     | 2      | Medalla de oro   |
| Mariolina Saletti | Raffa volo         | Anabel Jiménez 12 - 5 | Sabrina Polito 12 - 3 | 1      | Medalla de plata |

Masculino
| Atleta         | Evento             | Rondas                    | Rondas                | Puntos | Posición          |
| Atleta         | Evento             | 1                         | 2                     | Puntos | Posición          |
| -------------- | ------------------ | ------------------------- | --------------------- | ------ | ----------------- |
| Erik Bardelli  | Petanca individual | Renato Donoso 11 - 8      | José Marcano 13 - 2   | 0      | Medalla de bronce |
| Sandro Saletti | Raffa volo         | Cristian Velásquez 12 - 0 | Franco Barbano 9 - 12 | 1      | Medalla de plata  |

Mixto
| Atleta                           | Evento                      | Rondas            | Rondas           | Rondas            | Rondas          | Rondas          | Rondas           | Puntos | Posición          |
| Atleta                           | Evento                      | 1                 | 2                | 3                 | 4               | 5               | 6                | Puntos | Posición          |
| -------------------------------- | --------------------------- | ----------------- | ---------------- | ----------------- | --------------- | --------------- | ---------------- | ------ | ----------------- |
| Erik Bardelli Rosalba Rojas      | Petanca pareja mixta        | Chile 5 - 11      | Venezuela 2 - 9  | ——————            | ——————          | ——————          | ——————           | 0      | Medalla de bronce |
| Mariolina Saletti Sandro Saletti | Raffa volo pareja mixta     | Venezuela 12 - 11 | Chile 12 - 3     | ——————            | ——————          | ——————          | ——————           | 2      | Medalla de oro    |
| Erik Bardelli Rosalba Rojas      | Petanca equipo mixto (*)    | Chile 8 - 11      | Chile 11 - 5     | Chile 5 - 11      | Venezuela 2 - 9 | Venezuela 9 - 8 | Venezuela 2 - 13 | 2      | Medalla de bronce |
| Mariolina Saletti Sandro Saletti | Raffa volo equipo mixto (*) | Venezuela 12 - 0  | Venezuela 12 - 5 | Venezuela 12 - 11 | Chile 9 - 12    | Chile 3 - 12    | Chile 3 - 12     | 4      | Medalla de plata  |

(*) Prueba invitacional no cuenta en el medallero

### Ciclismo BMX
Femenino
| Atleta        | Evento           | Clasificatoria | Clasificatoria | Final        | Final        | Posición Final |
| Atleta        | Evento           | Tiempo         | Posición       | Tiempo       | Posición     | Posición Final |
| ------------- | ---------------- | -------------- | -------------- | ------------ | ------------ | -------------- |
| María Rocha   | Libre individual | 26.00          | 6              | No clasificó | No clasificó | 6              |
| Ayumi Ytomura | Libre individual | 40.16          | 5              | No clasificó | No clasificó | 5              |

Masculino
| Atleta       | Evento           | Clasificatoria | Clasificatoria | Final  | Final    | Posición Final    |
| Atleta       | Evento           | Tiempo         | Posición       | Tiempo | Posición | Posición Final    |
| ------------ | ---------------- | -------------- | -------------- | ------ | -------- | ----------------- |
| Henry Harafa | Libre individual | 48.50          | 7              | 59.33  | 7        | 7                 |
| Job Montañez | Libre individual | 72.83          | 2              | 82.33  | 3        | Medalla de bronce |

### Ciclismo cross country
Mixto
| Atleta                                                    | Evento           | Final    | Final    |
| Atleta                                                    | Evento           | Tiempo   | Posición |
| --------------------------------------------------------- | ---------------- | -------- | -------- |
| Alice Ledgard Kevin Mendoza Jims Onzueta Esthefany Osorio | Libre individual | 2h 14:10 | 4        |

### Ciclismo down hill
Femenino
| Atleta     | Evento     | Clasificatoria | Clasificatoria | Final     | Final    | Posición Final   |
| Atleta     | Evento     | Tiempo         | Posición       | Tiempo    | Posición | Posición Final   |
| ---------- | ---------- | -------------- | -------------- | --------- | -------- | ---------------- |
| Luz Aquino | Individual | 04:53.204      | 2              | 04:49.899 | 2        | Medalla de plata |

Masculino
| Atleta             | Evento     | Clasificatoria | Clasificatoria | Final     | Final    | Posición Final |
| Atleta             | Evento     | Tiempo         | Posición       | Tiempo    | Posición | Posición Final |
| ------------------ | ---------- | -------------- | -------------- | --------- | -------- | -------------- |
| Rodrigo Del Águila | Individual | 03:56.602      | 7              | 03:56.717 | 8        | 8              |
| Franco Osores      | Individual | 03:52.209      | 5              | 03:44.31  | 5        | 5              |

Mixto
| Atleta                   | Evento        | Clasificatoria | Clasificatoria | Final    | Final    | Posición Final    |
| Atleta                   | Evento        | Tiempo         | Posición       | Tiempo   | Posición | Posición Final    |
| ------------------------ | ------------- | -------------- | -------------- | -------- | -------- | ----------------- |
| Luz Aquino Franco Osores | Equipos mixto | ———————        | ———————        | 08:33.00 | 3        | Medalla de bronce |

### E-sports
Femenino
Masculino

### Frontón
Femenino
| Atleta                         | Evento              | Todos contra todos                                                                   | Medalla de Bronce | Medalla de Oro   | Posición final    |
| Atleta                         | Evento              | Rival Resultado                                                                      | Rival Resultado   | Rival Resultado  | Posición final    |
| ------------------------------ | ------------------- | ------------------------------------------------------------------------------------ | ----------------- | ---------------- | ----------------- |
| Valeria Garcés                 | Individual femenino | Katya Aceituno 2-0 Rocío Rengifo 2-0 Diana Rangel 2-0 Emiia Domínguez 2-0            | ————              | Diana Rangel 3-0 | Medalla de oro    |
| Cristina Núñez                 | Frontball femenino  | Joana Blas 2-0 Cielo Pérez 2-0 Andrea Ramírez 0-2 Julieta Rengel 0-2 Cielo Pérez 2-0 | Cielo Pérez 2-0   | ————             | Medalla de bronce |
| Jessenia Bernal Valeria Garcés | Dobles femenino     | Chile 0-2 Bolivia 2-0                                                                | ————              | Chile 2-0        | Medalla de oro    |

Masculino
| Atleta                         | Evento               | Todos contra todos                                    | Medalla de Bronce | Medalla de Oro   | Posición final   |
| Atleta                         | Evento               | Rival Resultado                                       | Rival Resultado   | Rival Resultado  | Posición final   |
| ------------------------------ | -------------------- | ----------------------------------------------------- | ----------------- | ---------------- | ---------------- |
| Cristhoper Martínez            | Individual masculino | Juan Villegas 2-0 Rodrigo Penedo 2-0 Milton Durán 3-0 | ————              | Jesús García 3-0 | Medalla de oro   |
| Jesús Quinto                   | Frontball masculino  | José Soliz 2-0 Davil Alfaro 2-0 José Rondón 2-0       | ————              | José Soliz 1-2   | Medalla de plata |
| Franco Velasco Edson Velásquez | Dobles masculino     | Bolivia 2-0 Chile 2-0 El Salvador 2-0                 | ————              | Chile 2-0        | Medalla de oro   |

Mixto
| Atleta                            | Evento       | Todos contra todos                    | Medalla de Bronce | Medalla de Oro  | Posición final |
| Atleta                            | Evento       | Rival Resultado                       | Rival Resultado   | Rival Resultado | Posición final |
| --------------------------------- | ------------ | ------------------------------------- | ----------------- | --------------- | -------------- |
| Cristhoper Martínez Mía Rodríguez | Dobles mixto | Bolivia 2-0 El Salvador 2-0 Chile 2-0 | ————              | Chile 2-0       | Medalla de oro |

### Fútbol sala
Masculino
| Equipo | Evento           | Fase de grupos       | Fase de grupos | Puestos 5-6     | Medalla de Bronce | Medalla de Oro  | Posición final |
| Equipo | Evento           | Rival Resultado      | Posición       | Rival Resultado | Rival Resultado   | Rival Resultado | Posición final |
| --- | ---------------- | -------------------- | -------------- | --------------- | ----------------- | --------------- | -------------- |
| Tony Alvarado Hugo Barrantes Elvis Cabrera Renzo Cruz Jesús Herrera Sebastián Obando Renzo Ramírez Luis Ramos Johnny Solano Xavier Tavera Junior Ulloa Denilson Zegarra | Torneo masculino | Panamá 1-5 Chile 6-0 | 2              | ————            | Colombia 1-2      | ————            | 4              |

### Gimnasia
Femenino
| Atleta           | Evento     | Clasificación | Clasificación | Final  | Final          |
| Atleta           | Evento     | Puntos        | Posición      | Puntos | Posición       |
| ---------------- | ---------- | ------------- | ------------- | ------ | -------------- |
| Josefina Canales | Individual | 17.800        | 5             | 17.400 | 4              |
| Thais Fernández  | Individual | 19.250        | 1             | 19.050 | Medalla de oro |

Mixto
| Atleta                                                                             | Evento | Clasificación | Clasificación | Final  | Final             |
| Atleta                                                                             | Evento | Puntos        | Posición      | Puntos | Posición          |
| ---------------------------------------------------------------------------------- | ------ | ------------- | ------------- | ------ | ----------------- |
| Paulina Larrea Alessandra Petrozzi Alessia Rodríguez                               | Trío   | 18.082        | 1             | 18.724 | Medalla de plata  |
| Josefina Canales Thais Fernández Paula Sánchez                                     | Trío   | 17.465        | 3             | 18.759 | Medalla de oro    |
| Josefina Canales Thais Fernández Paulina Larrea Alessia Rodríguez Sofía Rodríguez  | Grupo  | 18.165        | 1             | 18.465 | Medalla de oro    |
| Gianna Benavides Fiorella Dauriol Mara Lizarraga Alessandra Petrozzi Paula Sánchez | Grupo  | 17.529        | 2             | 16.776 | Medalla de bronce |

### Karate
Femenino
| Atleta       | Evento          | Round robin                                                 | Repechaje 1     | Repechaje 2     | Final                      | Posición Final   |
| Atleta       | Evento          | Rival Resultado                                             | Rival Resultado | Rival Resultado | Rival Resultado            | Posición Final   |
| ------------ | --------------- | ----------------------------------------------------------- | --------------- | --------------- | -------------------------- | ---------------- |
| Sol Cabrera  | +61 kg          | Luisa Palencia 5-(HA) Karen Madera 4-0 Franchesca Muñóz 5-7 | ————            | ————            | Amy López 0-1              | Medalla de plata |
| Rosa Almarza | Kata individual | Yara Oberfrank 37.7-34.8 Cristina Orbe 38.1-37.9            | ————            | ————            | Valentina Zapata 39.2-41.3 | Medalla de plata |

Masculino
| Atleta        | Evento          | Round robin                                                                         | Repechaje 1     | Repechaje 2                | Final                      | Posición Final   |
| Atleta        | Evento          | Rival Resultado                                                                     | Rival Resultado | Rival Resultado            | Rival Resultado            | Posición Final   |
| ------------- | --------------- | ----------------------------------------------------------------------------------- | --------------- | -------------------------- | -------------------------- | ---------------- |
| Hermes Moreno | -67 kg          | Juan Forero 3-4 Maximilino Jara 0-8 Ismael Vilorio 7-6 Luis Vera 8-3                | ————            | Pedropablo De La Roca 2-10 | ————                       | 4                |
| Fabián Kusaka | -75 kg          | Daniel Manríquez 5-6 Ghunter Salaya 4-6 Washington De La Trinidad 4-4 Luis Vera 8-3 | ————            | ————                       | ————                       | 9                |
| César Rojas   | +75 kg          | Cristian Tello 2-8 Rubén Henao 4-13 Sebastián Dodero 1-9                            | ————            | ————                       | ————                       | 9                |
| Mariano Wong  | Kata individual | Andrés Terrazas 39.7-35.1 Heriberto De Castro 40.1-38.0 Fernando Calderón 39.6-38.2 | ————            | ————                       | Cleiver Casanova 39.6-41.4 | Medalla de plata |

### Kick boxing
Femenino
| Atleta          | Evento | Cuarto de final      | Semifinal           | Final               | Posición Final |
| Atleta          | Evento | Rival Resultado      | Rival Resultado     | Rival Resultado     | Posición Final |
| --------------- | ------ | -------------------- | ------------------- | ------------------- | -------------- |
| Flor Vilcamichi | -48 kg | ————                 | ————                | Onexire Mendoza 2-1 | Medalla de oro |
| Nieves Ramírez  | -52 kg | Yasmín Henríquez 1-2 | ————                | ————                | 5              |
| Mavet Yupanqui  | -56 kg | ————                 | Váleri Castañed 3-0 | Krissia Delgado 3-0 | Medalla de oro |
| Ana Medina      | -60 kg | ————                 | Waleska Panizzo 2-1 | Camila Basaez 2-1   | Medalla de oro |

Masculino
| Atleta          | Evento   | Cuarto de final  | Semifinal                    | Final            | Posición Final    |
| Atleta          | Evento   | Rival Resultado  | Rival Resultado              | Rival Resultado  | Posición Final    |
| --------------- | -------- | ---------------- | ---------------------------- | ---------------- | ----------------- |
| Kenny Bellido   | -54 kg   | ————             | Cristian Estuardo Chávez 3-0 | José Dorante 2-1 | Medalla de oro    |
| Edwin Fernández | -57 kg   | ————             | Gustavo Avendaño 3-0         | César Rodas 2-1  | Medalla de oro    |
| Josías Pérez    | -63.5 kg | Josué Osorio 3-0 | André Trecanao 0-3           | ————             | Medalla de bronce |
| Henry Siquihua  | -71 kg   | ————             | Andrés García 0-3            | ————             | Medalla de bronce |

### Levantamiento de pesas
Femenino
| Atleta          | Evento | Arranque | Envión | Posición          |
| --------------- | ------ | -------- | ------ | ----------------- |
| Faviana Gavidia | 45 kg  | 56       | 73     | Medalla de bronce |
| Katerin Olivera | 49 kg  | -68      | 0      | 4                 |
| Shoely Mego     | 55 kg  | 79       | 103    | Medalla de bronce |
| Nadia Vela      | 59 kg  | 84       | 104    | 4                 |
| Eldi Paredes    | 64 kg  | 88       | -110   | 5                 |
| Jheysi Paredes  | 71 kg  | 78       | 105    | 5                 |
| Denie Díaz      | 76 kg  | 80       | 100    | Medalla de bronce |
| Ariana Sernaque | 81 kg  | 77       | 98     | 4                 |
| Angie Castro    | 87 kg  | 72       | 96     | 4                 |
| Pierina Miranda | +87 kg | 75       | 80     | 4                 |

Masculino
| Atleta            | Evento  | Arranque | Envión | Posición          |
| ----------------- | ------- | -------- | ------ | ----------------- |
| Nol Ríos          | 55 kg   | 95       | 116    | 4                 |
| Michael Inuma     | 61 kg   | 95       | 120    | 4                 |
| Luis Bardalez     | 67 kg   | 129      | 160    | Medalla de plata  |
| Hidver Silva      | 73 kg   | 112      | 142    | 6                 |
| Santiago Villegas | 81 kg   | 127      | 165    | 4                 |
| Frank Marmanillo  | 89 kg   | 130      | 166    | 5                 |
| Amel Atencia      | 96 kg   | 150      | 180    | Medalla de plata  |
| Alfredo Tripul    | 102 kg  | 135      | 160    | Medalla de bronce |
| Hernán Viera      | 109 kg  | 153      | 208    | Medalla de oro    |
| Dieg Velazco      | +109 kg | 141      | 180    | 5                 |

### Levantamiento de potencia
Femenino
| Atleta            | Evento                                          | Total | Posición          |
| ----------------- | ----------------------------------------------- | ----- | ----------------- |
| Carmen Fernández  | Peso ligero 47 kg a 52 kg peso muerto           | 45.27 | Medalla de oro    |
| Carmen Fernández  | Peso ligero 47 kg a 52 kg press de banca        | 17.85 | Medalla de plata  |
| Carmen Fernández  | Peso ligero 47 kg a 52 kg sentadilla            | 37.6  | Medalla de plata  |
| Daniela Antón     | Peso medio 57 kg a 63 kg peso muerto            | 36.51 | 5                 |
| Daniela Antón     | Peso medio 57 kg a 63 kg press de Banca         | 18.25 | 4                 |
| Daniela Antón     | Peso medio 57 kg a 63 Kg sentadilla             | 34.30 | Medalla de plata  |
| Candy Salinas     | Peso pesado 69 kg a 76 kg peso muerto           | 35.29 | Medalla de bronce |
| Candy Salinas     | Peso pesado 69 kg a 76 kg press de Banca        | 20.24 | Medalla de oro    |
| Candy Salinas     | Peso pesado 69 kg a 76 kg sentadilla            | 34.25 | Medalla de oro    |
| Jocelyn Hernández | Peso super pesado 84 kg a +84 kg peso muerto    | 0.00  | 5                 |
| Jocelyn Hernández | Peso super pesado 84 kg a +84 kg press de Banca | 19.04 | Medalla de plata  |
| Jocelyn Hernández | Peso super pesado 84 kg a +84 kg sentadilla     | 36.72 | Medalla de oro    |

Masculino
| Atleta         | Evento                                            | Total | Posición          |
| -------------- | ------------------------------------------------- | ----- | ----------------- |
| Luis Ferrari   | Peso ligero 59 kg a 66 kg peso muerto             | 40.61 | Medalla de oro    |
| Luis Ferrari   | Peso ligero 59 kg a 66 kg press de banca          | 21.47 | Medalla de plata  |
| Luis Ferrari   | Peso ligero 59 kg a 66 kg sentadilla              | 35.53 | Medalla de bronce |
| Cristian Trigo | Peso medio 74 kg a 83 kg peso muerto              | 42.17 | Medalla de bronce |
| Cristian Trigo | Peso medio 74 kg a 83 kg press de banca           | 24.39 | Medalla de bronce |
| Cristian Trigo | Peso medio 74 kg a 83 kg sentadilla               | 40.42 | Medalla de oro    |
| Jaime Ortiz    | Peso pesado 93 kg a 105 kg peso muerto            | 38.29 | Medalla de plata  |
| Jaime Ortiz    | Peso pesado 93 kg a 105 kg press de banca         | 19.76 | 6                 |
| Jaime Ortiz    | Peso pesado 93 kg a 105 kg sentadilla             | 34.59 | 4                 |
| Héctor Alarcón | Peso super pesado 120 kg a +120 kg peso muerto    | 29.55 | 5                 |
| Héctor Alarcón | Peso super pesado 120 kg a +120 kg press de banca | 19.39 | 5                 |
| Héctor Alarcón | Peso super pesado 120 kg a +120 kg sentadilla     | 31.40 | 5                 |

### Muay thai
Femenino
| Atleta          | Evento  | Final                 | Posición Final   |
| Atleta          | Evento  | Rival Resultado       | Posición Final   |
| --------------- | ------- | --------------------- | ---------------- |
| Suci Zerpa      | -48 kg  | Brigitt Gómez 20-RSCS | Medalla de oro   |
| María Buitrón   | -54 kg  | María Vargas 27-30    | Medalla de plata |
| María Gutiérrez | -60 kg  | Karen Cuellar 30-RSCS | Medalla de oro   |
| Gianina Paucca  | Wai Kru | María Vargas 0-1      | Medalla de plata |

Masculino
| Atleta            | Evento | Semifinal              | Final                 | Posición Final |
| Atleta            | Evento | Rival Resultado        | Rival Resultado       | Posición Final |
| ----------------- | ------ | ---------------------- | --------------------- | -------------- |
| Eduardo Alarcón   | -57 kg | ————                   | Rodrigo Suárez 29-28  | Medalla de oro |
| Luis Olivares     | -67 kg | Aron Chambi 20-RSCS    | John Susunaga 30-KOB  | Medalla de oro |
| Joaquín Fernández | -71 kg | ————                   | Yakill Rojas 29-28    | Medalla de oro |
| Matteo Celi       | -81 kg | Esteban Martínez 30-27 | Gabriel Pérez 10-RSCH | Medalla de oro |

### Patinaje de velocidad
Femenino
| Atleta            | Evento                 | Clasificatoria | Clasificatoria | Final  | Final    | Posición Final |
| Atleta            | Evento                 | Tiempo         | Posición       | Tiempo | Posición | Posición Final |
| ----------------- | ---------------------- | -------------- | -------------- | ------ | -------- | -------------- |
| Aisha Campos      | 1000 m sprint          | 01:43.838      | 15             | ————   | ————     | 15             |
| Olenka Montenegro | 1000 m sprint          | 01:40.843      | 14             | ————   | ————     | 14             |
| Aisha Campos      | 10000 m eliminación    | ————           | ————           |        | 8        | 8              |
| Olenka Montenegro | 10000 m eliminación    | ————           | ————           |        | 9        | 9              |
| Olenka Montenegro | 200 m dual time trial  | 21.619         | 8              | 21.512 | 8        | 8              |
| Olenka Montenegro | 500m + Distance sprint | 49.380         | 13             | ————   | ————     | 13             |

Masculino
| Atleta           | Evento                 | Clasificatoria | Clasificatoria | Final  | Final    | Posición Final |
| Atleta           | Evento                 | Tiempo         | Posición       | Tiempo | Posición | Posición Final |
| ---------------- | ---------------------- | -------------- | -------------- | ------ | -------- | -------------- |
| Franco Alvarado  | 1000 m sprint          | 01:27.963      | 9              | ————   | ————     | 9              |
| Bernardo Timoteo | 1000 m sprint          | 01:28.325      | 10             | ————   | ————     | 10             |
| Franco Alvarado  | 10000 m eliminación    | ————           | ————           |        | 9        | 9              |
| Bernardo Timoteo | 10000 m eliminación    | ————           | ————           |        | 10       | 10             |
| Franco Alvarado  | 200 m dual time trial  | 19.915         | 10             | 19.853 | 9        | 9              |
| Bernardo Timoteo | 200 m dual time trial  | 18.713         | 6              | 18.746 | 6        | 6              |
| Franco Alvarado  | 500m + Distance sprint | 46.122         | 10             | ————   | ————     | 10             |
| Bernardo Timoteo | 500m + Distance sprint | 44.225         | 7              | 44.139 | 5        | 5              |

### Remoergómetro
Femenino
| Atleta                                                           | Evento     | Final    | Final            |
| Atleta                                                           | Evento     | Tiempo   | Posición         |
| ---------------------------------------------------------------- | ---------- | -------- | ---------------- |
| Valeria Palacios                                                 | Individual | 03:35.50 | Medalla de plata |
| Alessia Palacios Valeria Palacios                                | Dobles     | 07:12.40 | Medalla de plata |
| Pamela Noya Alessia Palacios Valeria Palacios Adriana Sanguineti | Cuádruple  | 14:28.10 | Medalla de plata |

Masculino
| Atleta                                                      | Evento     | Final    | Final            |
| Atleta                                                      | Evento     | Tiempo   | Posición         |
| ----------------------------------------------------------- | ---------- | -------- | ---------------- |
| Johann Hamann                                               | Individual | 03:07.30 | Medalla de plata |
| Vincenzo Giurfa Johann Hamann                               | Dobles     | 06:11.90 | Medalla de plata |
| Manuel Del Castillo Johann Hamann Manuel Lama Renzo Ramírez | Cuádruple  | 13:26.80 | Medalla de plata |

Mixto
| Atleta                                                       | Evento          | Final    | Final            |
| Atleta                                                       | Evento          | Tiempo   | Posición         |
| ------------------------------------------------------------ | --------------- | -------- | ---------------- |
| Vincenzo Giurfa Alessia Palacios                             | Dobles mixto    | 06:44.80 | Medalla de plata |
| Vincenzo Giurfa Johann Hamann Pamela Noya Adriana Sanguineti | Cuádruple mixto | 13:25.20 | Medalla de plata |

### Rugby 7
Femenino
| Equipo | Evento          | Fase de grupos                      | Fase de grupos | Quinto puesto   | Medalla de Oro  | Medalla de Bronce         | Posición final    |
| Equipo | Evento          | Rival Resultado                     | Posición       | Rival Resultado | Rival Resultado | Rival Resultado           | Posición final    |
| --- | --------------- | ----------------------------------- | -------------- | --------------- | --------------- | ------------------------- | ----------------- |
| Josselyn Caja Lisbeth Ccarampa María Chuquivala María Connearn Lucyangeles Flores Camila García Gabriela Julve Stephany Márquez Nadya Matamoros Beatriz Orcotoma Nayely Sánchez Karoline Vergara | Torneo femenino | Bolivia 41-0 Panamá 39-0 Chile 7-17 | 3              | ————            | Colombia 7-31   | República Dominicana 34-5 | Medalla de bronce |

Masculino
| Equipo | Evento           | Fase de grupos                                       | Fase de grupos | Medalla de Oro  | Medalla de Bronce           | Posición final    |
| Equipo | Evento           | Rival Resultado                                      | Posición       | Rival Resultado | Rival Resultado             | Posición final    |
| --- | ---------------- | ---------------------------------------------------- | -------------- | --------------- | --------------------------- | ----------------- |
| José Anicama Renzo Flores Renato Lecca Luis Monier Miguel Ortega José Ramírez Oscar Rivera Andy Soto Joaquín Trelles Jonathan Valdivia Alonzo Vílchez Humberto Zanabria | Torneo masculino | Panamá 53-0 Colombia 10-19 Chile 0-50 Guatemala 19-7 | 3              | ————            | Panamá 31-0 Guatemala 24-12 | Medalla de bronce |

### Skateboarding
Femenino
| Atleta           | Evento | Clasificación | Clasificación | Final | Final            |
| Atleta           | Evento | Total         | Posición      | Total | Posición         |
| ---------------- | ------ | ------------- | ------------- | ----- | ---------------- |
| Brigitte Morales | Park   | 49.66         | 1             | 54.00 | Medalla de oro   |
| Domenica Ríos    | Park   | 44.66         | 2             | 43.66 | Medalla de plata |

Masculino
| Atleta           | Evento | Clasificación | Clasificación | Final | Final             |
| Atleta           | Evento | Total         | Posición      | Total | Posición          |
| ---------------- | ------ | ------------- | ------------- | ----- | ----------------- |
| César Ruiz       | Park   | 48.66         | 5             | 48.33 | 5                 |
| Raphael Scheelje | Park   | 62.33         | 3             | 64.33 | Medalla de bronce |

### Sóftbol
Femenino
| Equipo | Evento          | Todos contra todos                      | Todos contra todos | Super Ronda 5° - 7° | Super Ronda 1° - 4°        | Final 5° y 6°   | Final Bronce             | Final Oro       | Posición final |
| Equipo | Evento          | Rival Resultado                         | Posición           | Rival Resultado     | Rival Resultado            | Rival Resultado | Rival Resultado          | Rival Resultado | Posición final |
| --- | --------------- | --------------------------------------- | ------------------ | ------------------- | -------------------------- | --------------- | ------------------------ | --------------- | -------------- |
| Brunella Beteta Mariafe Bouchon Laura Burrel Romina Cerna Luciana Chávez María Elías Suemi Higa Valeria Higa Kiana Kadena Alessandra La Puente Amina Larry Carla Lobatón Allison Morales Itati Susano Alessandra Teruya | Torneo femenino | República Dominicana 9-1 Guatemala 13-6 |                    | ————                | Colombia 2-4 Venezuela 0-7 | ————            | República Dominicana 2-4 | ————            | 4              |

### Taekwondo
Femenino
Masculino

### Wushu
Femenino
| Atleta          | Evento             | Puntos | Posición         |
| --------------- | ------------------ | ------ | ---------------- |
| Athalia Aranda  | Sanda -56 kg (*)   | 1      | Medalla de oro   |
| Shirley Llontop | Sanda -60 kg       | 1      | Medalla de plata |
| Cinthia Huaylla | Taolu Chan Quan    | 8.833  | Medalla de oro   |
| Cinthia Huaylla | Taolu Jiashu (*)   | 8.600  | Medalla de oro   |
| Cinthia Huaylla | Taolu Qiangshu (*) | 8.200  | Medalla de oro   |

(*) Prueba invitacional no cuenta en el medallero
Masculino
| Atleta          | Evento          | Semifinal             | Final               | Puntos | Posición          |
| --------------- | --------------- | --------------------- | ------------------- | ------ | ----------------- |
| David Osorio    | Sanda -56 kg    | Guillermo Taveras 0-2 | ——————              | —————— | Medalla de bronce |
| Henry Fernández | Sanda -60 kg    | Williams Tablante 1-2 | ——————              | —————— | Medalla de bronce |
| José Wissman    | Sanda -65 kg    | Jhon Sornoza 2-0      | Carlos Custodio 2-0 | ————   | Medalla de oro    |
| Edson Rodríguez | Sanda -70 kg    | Diego Arriagada 2-1   | Zaciro Alcalá 2-0   | ————   | Medalla de oro    |
| Jorge Copara    | Taolu Chan Quan | ————————————          | ————————————        | 8.116  | Medalla de bronce |
| Jorge Copara    | Taolu Daoshu    | ————————————          | ————————————        | 8.933  | Medalla de oro    |
| Jorge Copara    | Taolu Gunshu    | ————————————          | ————————————        | 8.350  | Medalla de plata  |